# قبر أجوف

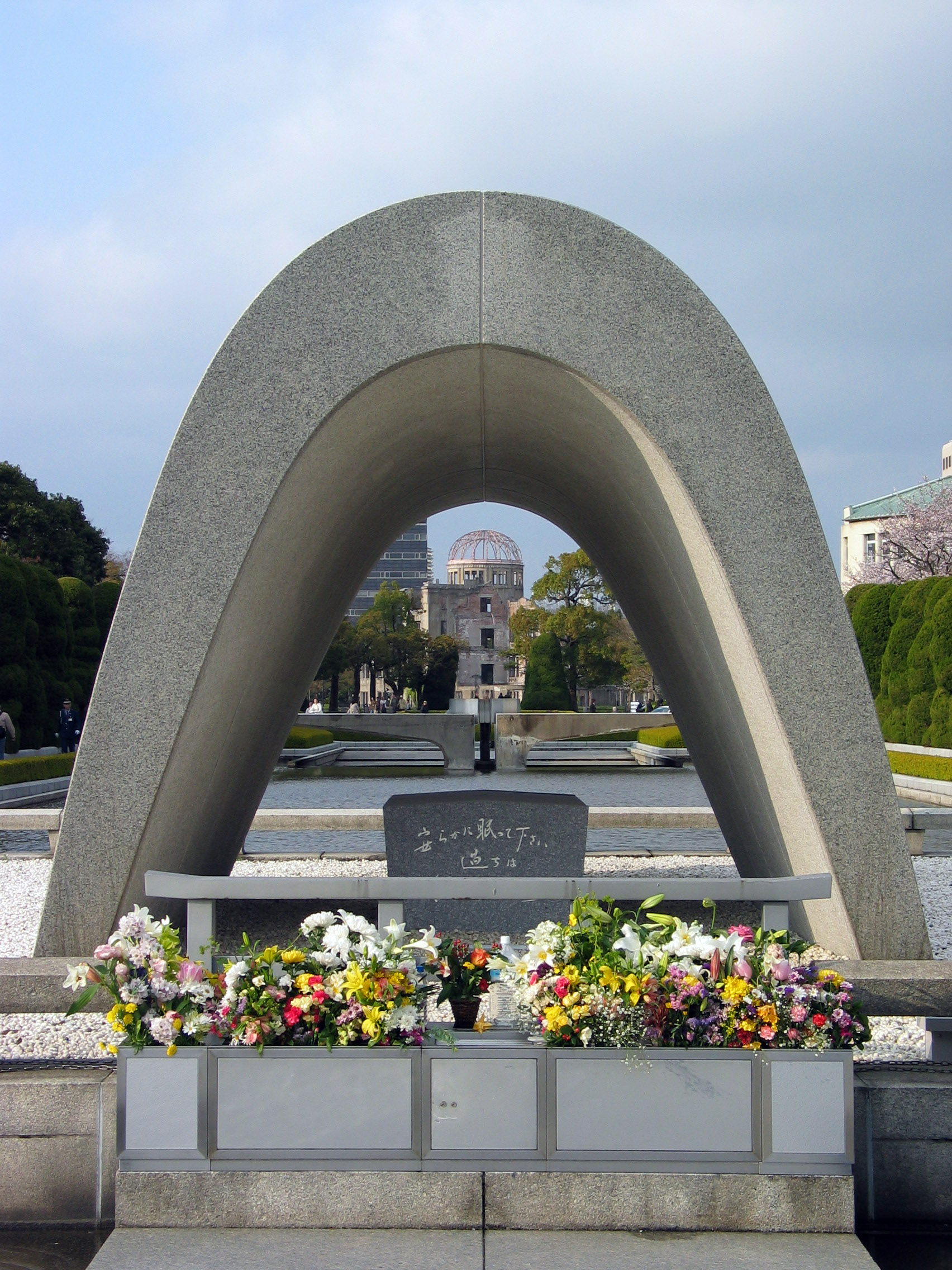
القبر الأجوف (النصب) التذكاري، هيروشيما، اليابان

القبر الأجوف أو النصب التذكاري أو القبر التذكاري هو قبر لا يحتوي على جثث أو آثار. يبنى تكريمًا لشخص أو جماعة ما، حيث تكون بقاياهم في مكان آخر.
تصفح (فن الشعائر الجنائزية)